# Pakhra
Pakhra (russisk: Пахра, tr. Pakhra) er en flod i Moskva oblast i Rusland. Den er en højre biflod til floden Moskva. Pakhra er 135 km lang, med et afvandingsområde på 2.580 km². Pakhra fryser til i november/december og bliver under isen til månedsskiftet marts/april. Største bifloder er Motsja og Desna. Byen Podolsk ligger ved Pakhras bred.